# Дубровський Едгар Борисович
 Едга́р (Едга́рд) Бори́сович Дубро́вський (16 березня 1932, Ленінград, РСФСР, СРСР — 29 грудня 2016, Санкт-Петербург, Росія) — радянський і російський письменник та сценарист.

## Біографія
Закінчив з відзнакою біологічний факультет Московського державного університету та Вищі сценарні курси.
Під час навчання в МДУ брав участь у студентській агітбригаді. Був учасником авторського колективу біофаку МДУ, який використовував псевдонім Саша Роздуб (Сахаров, Шангін, Розанова, Дубровський).
За словами режисера Олександра Касаткіна, після закінчення університету Дубровський деякий час працював у протичумній службі СРСР.
Автор сценаріїв до фільмів, знятих на студіях «Ленфільм», «Мосфільм» і Свердловській кіностудії.
За сценарій до фільму «Холодне літо п'ятдесят третього…» був номінований на премію «Ніка» та удостоєний Державної премії СРСР.
Був одружений з акторкою Галиною Фігловською (за чоловіком — Дубровська).
Помер у Санкт-Петербурзі 29 грудня 2016 року. Похований поруч із дружиною на Смоленському кладовищі Санкт-Петербурга.

## Сценарії до фільмів
| Рік  |    | Українська назва                               | Оригінальна назва                                  | Роль             |
| ---- | -- | ---------------------------------------------- | -------------------------------------------------- | ---------------- |
| 1967 | ф  | Сьомий супутник                                | Седьмой спутник                                    | сценарист        |
| 1968 | ф  | В горах моє серце                              | В горах моё сердце                                 | сценарист        |
| 1968 | ф  | Моабітський зошит                              | Моабитская тетрадь                                 | сценарист        |
| 1968 | кф | Напис на зрубі                                 | Надпись на срубе                                   | сценарист        |
| 1968 | кф | Відстріляні гільзи                             | Стреляные гильзы                                   | сценарист        |
| 1971 | ф  | Острів скарбів                                 | Остров сокровищ                                    | сценарист        |
| 1972 | ф  | Коло                                           | Круг                                               | сценарист        |
| 1976 | ф  | Мене це не стосується                          | Меня это не касается                               | сценарист        |
| 1976 | ф  | Середина життя                                 | Середина жизни                                     | сценарист        |
| 1977 | ф  | Запасний аеродром                              | Запасной аэродром                                  | сценарист, актор |
| 1979 | тф | Клуб самогубців, або Пригоди титулованої особи | Клуб самоубийц, или Приключения титулованной особы | сценарист        |
| 1980 | ф  | Два довгих гудки в тумані                      | Два долгих гудка в тумане                          | сценарист        |
| 1984 | ф  | Жив-був лікар...                               | Жил-был доктор...                                  | сценарист        |
| 1984 | ф  | Преферанс п'ятницями                           | Преферанс по пятницам                              | сценарист        |
| 1986 | ф  | Червона стріла                                 | Красная стрела                                     | сценарист        |
| 1987 | ф  | Холодне літо п'ятдесят третього…               | Холодное лето пятьдесят третього…                  | сценарист        |
| 1990 | ф  | В смузі прибою                                 | В полосе прибоя                                    | сценарист        |
| 1991 | ф  | Лапа                                           | Лапа                                               | сценарист        |